# Mimassinia orientalis
Mimassinia orientalis är en skalbaggsart som beskrevs av Stefan von Breuning 1965. Mimassinia orientalis ingår i släktet Mimassinia och familjen långhorningar.
Artens utbredningsområde är Malawi. Inga underarter finns listade i Catalogue of Life.